# Hello, Mars
Hello, Mars è un cortometraggio muto del 1922 scritto e diretto da Alf Goulding.

## Produzione
Il film fu prodotto dalla Century Comedies (Century Film.

## Distribuzione
Distribuito dall'Universal Film Manufacturing Company, il film - un cortometraggio in due bobine - uscì nelle sale cinematografiche USA il 20 luglio 1922.